# Celine (Jastrebarsko)
Celine (dříve Celinšćaki) je vesnice v Chorvatsku v Záhřebské župě. Je součástí opčiny města Jastrebarsko, od něhož se nachází 10 km severozápadně. V roce 2011 zde žilo 68 obyvatel.
Sousedními vesnicemi jsou Brezari, Petrovina, Slavetić a Rastoki.